# 1961 في البرتغال
فيما يلي قوائم الأحداث التي وقعت خلال عام 1961 في البرتغال.

## رياضة
- 1 يناير – كأس الإنتركونتيننتال 1961 الفائز بنيارول.

## مواليد

### يناير
- 1 يناير – باول موريرا صحفي فرنسي.
- 1 يناير – خوسيه أنطونيو فالكاو مؤرخ فن برتغالي.
- 1 يناير – ريكاردو بينتو كاتب بريطاني.
- 1 يناير – مانويل دا سيلفا روزا مؤرخ برتغالي.
- 2 يناير – أكاسيو دا سيلفا درّاج طريق برتغالي.
- 3 يناير – ألفارو ماغالهايز لاعب كرة قدم برتغالي.

### مارس
- 9 مارس – فرناندو لويس ممثل برتغالي.
- 20 مارس – خورخي كوستا منافِس أوليمبي برتغالي.

### مايو
- 5 مايو – لويس سوبرينيو لاعب كرة قدم برتغالي.

### يوليو
- 17 يوليو – أنطونيو كوستا
- 24 يوليو – ماريو خورخي لاعب كرة قدم برتغالي.

### أغسطس
- 5 أغسطس – خوسيه كويلو لاعب كرة قدم برتغالي.
- 8 أغسطس – هومبيرتو باربوسا أخصائي تغذية برتغالي.

### سبتمبر
- 3 سبتمبر – لويس كاسترو
- 26 سبتمبر – أنطونيو دي فاسكونسيلوس نوغويرا

### نوفمبر
- 21 نوفمبر – جواو دومينيغوس بينتو لاعب كرة قدم برتغالي.

### ديسمبر
- 6 ديسمبر – أنطونيو أوليفيرا لاعب كرة قدم.
- 25 ديسمبر – ألبيرتينا ماتشادو

## وفيات

### أغسطس
- 28 أغسطس – أنطونيو لويس غوميز (مواليد 1863) سياسي برتغالي.

### ديسمبر
- 19 ديسمبر – خوسيه دياز كويلو (مواليد 1923) فنان برتغالي.